# Chorąży wielki litewski
Chorąży wielki litewski (łac. vexillifer) – urząd dworski I Rzeczypospolitej.
Po raz pierwszy pojawił się na Litwie w 1499 r.
Chorąży wielki litewski nosił chorągiew wielką Wielkiego Księstwa Litewskiego przy władcy, w czasie najważniejszych ceremonii dworskich takich jak koronacje, pogrzeby, hołdy pruskie i kurlandzkie. Stał zazwyczaj po prawej stronie monarchy. Stopniowo urząd ten stawał się czysto tytularnym.